# Skarpnäck (metrostation)
Skarpnäck is het zuidelijke eindstation van lijn T17 van de Stockholmse metro en is tevens het oostelijkst gelegen metrostation van het Stockholmse net. Het ligt op 8,1 spoorkilometer ten zuiden van het centraal gelegen metrostation Slussen. 
De buurt Skarpnäcks gård ligt aan de zuidkant van het dorp Skarpnäck waar tot de opening van de metro in 1950 het zuidelijk eindpunt van de Enskedebanan was. De naam van het station wijst dan ook naar het district en niet naar de exacte locatie. Het metronet werd gepland op het moment dat op de plaats van Skarpnäcks gård het sportvliegveld Skarpnäcksfältet lag. De verlenging van lijn T17 was dan ook voorzien naar Bollmora verder naar het zuidoosten en niet naar het sportvliegveld.
In de jaren 70 van de twintigste eeuw werd echter besloten om het vliegveld te bestemmen voor woningbouw. In het najaar van 1981 werd het vliegveld gesloten en begon 
de bouw van de wijk. Het metroplan werd gewijzigd en de nieuwe wijk zou door een verlenging van lijn T17 aansluiting krijgen op het metronet. 
Hiervoor werd een tunnel onder Bagarmossen en de nieuwe wijk gebouwd. Het station is gebouwd als grot waarbij de tunnelwanden worden gevormd door de rotsen waar het station in ligt. Het is het laatste station dat in de twintigste eeuw is gebouwd en het werd op 15 augustus 1994 als 100e station van de Stockholmse metro geopend. Het toegangsgebouw ligt aan de Skarpnäcks allé 37-39. Op het perron zijn 17 bankachtige granieten beeldhouwwerken van kunstenaar Richard Nonas geplaatst.

## Galerij

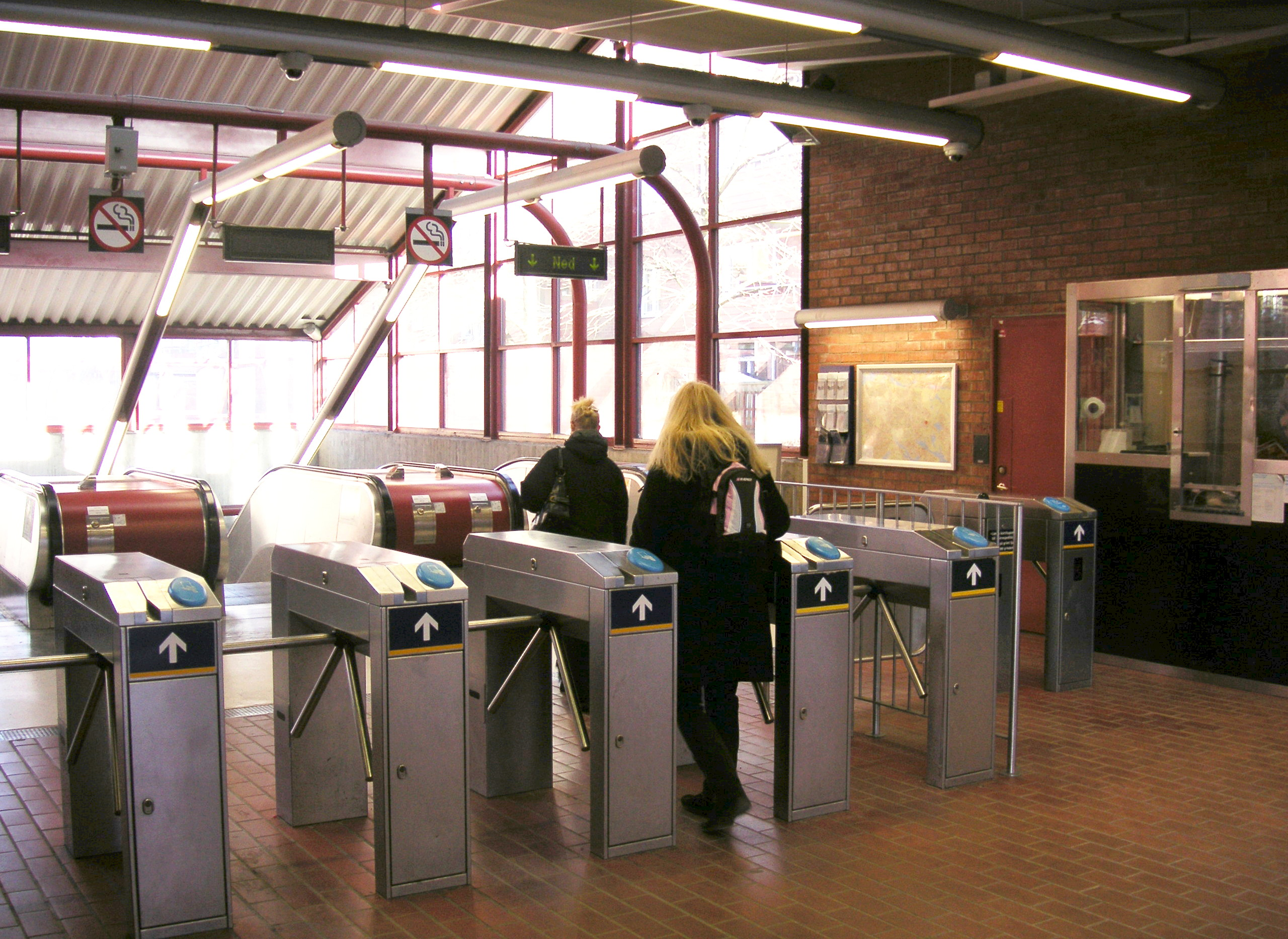
De toegangshal bovenaan de roltrappen
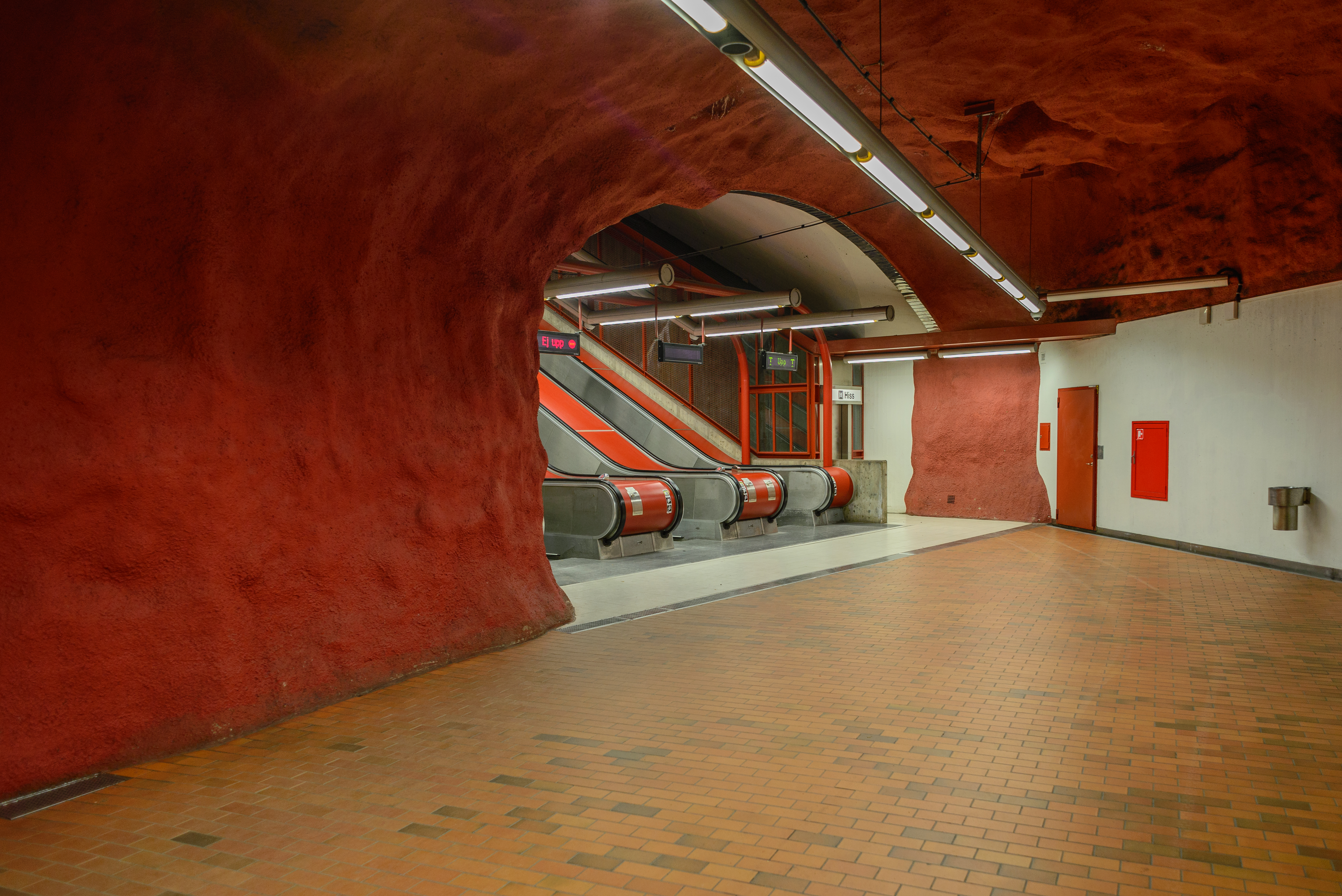
De roltrappen op perronniveau
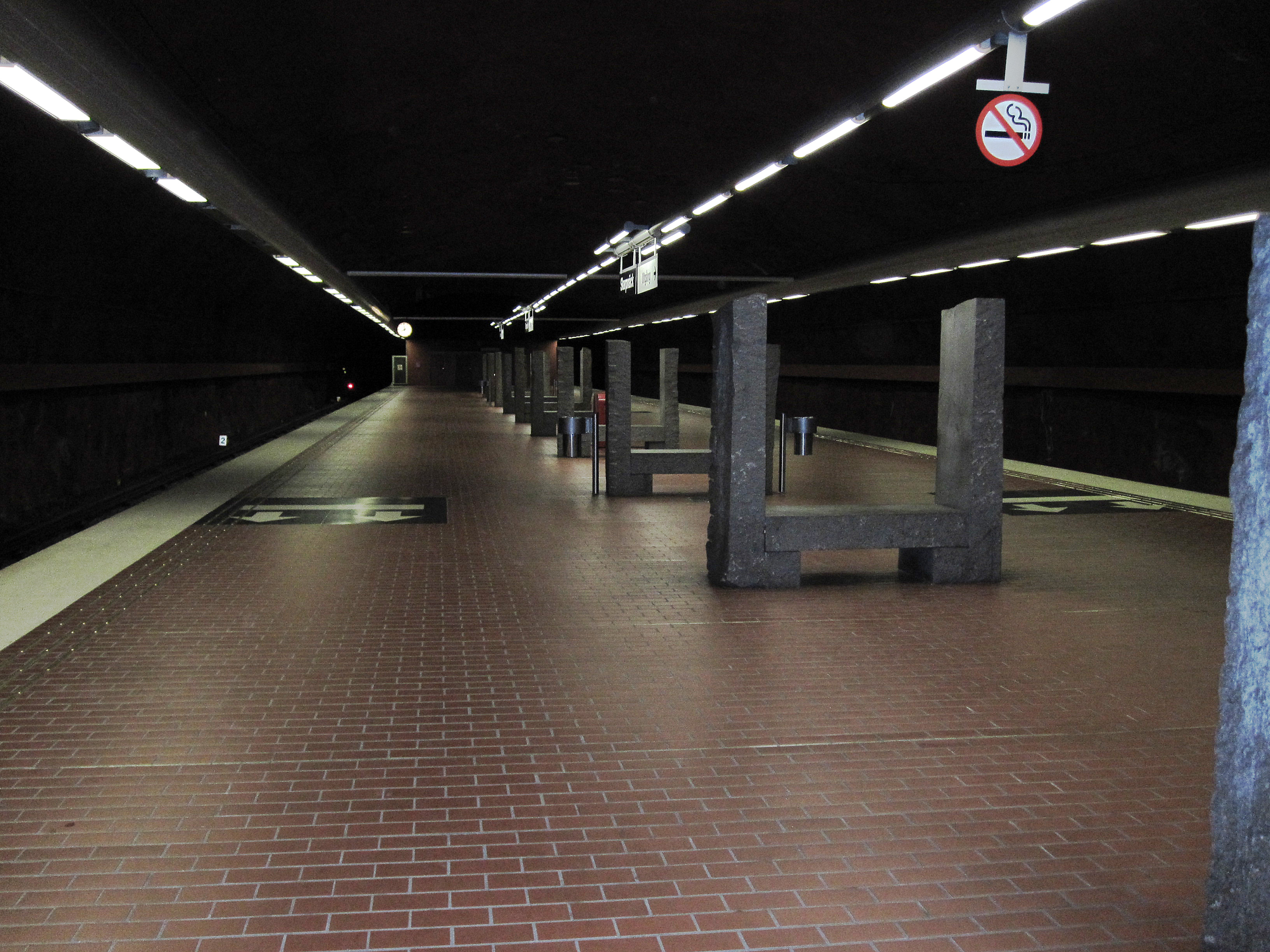
Het beeldhouwwerk van Richard Nonas

Åkeshov· 
Brommaplan·
Abrahamsberg· 
Stora Mossen· 
Alvik · 
Kristineberg · 
Thorildsplan  · 
Fridhemsplan · 
S:t Eriksplan · 
Odenplan  · 
Rådmansgatan  · 
Hötorget · 
T-Centralen ·  
Gamla Stan · 
Slussen · 
Medborgarplatsen ·  
Skanstull · 
Gullmarsplan ·  
Skärmarbrink·  
Hammarbyhöjden·  
Björkhagen·  
Kärrtorp ·  
Bagarmossen·  
Skarpnäck